# مدال جان بیتس کلارک
مدال جان بیتس کلارک (انگلیسی: John Bates Clark Medal) از سوی انجمن اقتصادی آمریکا به «اقتصاددانان آمریکایی زیر چهل سال سن که داوری شود مشارکت شایان توجهی به اندیشه و دانش اقتصادی داشته‌اند» اعطا می‌شود. بنا بر وبسایت The Chronicle of Higher Education (گاهنامه آموزش عالی)، این جایزه به‌طور گسترده یکی از معتبرترین جوایز این زمینه و شاید تنها از جایزهٔ نوبل در علوم اقتصادی پایین‌تر باشد.
گرچه مدال کلارک جایزه‌ای برای اقتصاددانان آمریکایی توصیف شده این که نامزدها در هنگام اعطای جایزه در آمریکا کار کنند کافی است؛ شهروندی آمریکا برای لحاظ شدن لازم نیست. برندگان گذشته نظیر دارون عاجم‌اوغلو، امانوئل سائز و استر دوفلو به ترتیب متولد ترکیه، اسپانیا و فرانسه هستند.

## برندگان
دوازده نفر از برندگان مدال کلارک در ادامه برندهٔ جایزهٔ نوبل شده‌اند.
| سال  | مدال آور        | نهاد                        | ملیت                      |
| ۱۹۴۷ | پل ساموئلسون    | مؤسسه فناوری ماساچوست       | ایالات متحده آمریکا       |
| ۱۹۴۹ | کنت بولدینگ     | دانشگاه میشیگان             | بریتانیا                  |
| ۱۹۵۱ | میلتون فریدمن   | دانشگاه شیکاگو              | ایالات متحده آمریکا       |
| ۱۹۵۳ | بدون جایزه      | بدون جایزه                  | بدون جایزه                |
| ۱۹۵۵ | جیمز توبین      | دانشگاه ییل                 | ایالات متحده آمریکا       |
| ۱۹۵۷ | کنت آرو         | دانشگاه استنفورد            | ایالات متحده آمریکا       |
| ۱۹۵۹ | لارنس کلاین     | دانشگاه پنسیلوانیا          | ایالات متحده آمریکا       |
| ۱۹۶۱ | رابرت سولو      | مؤسسه فناوری ماساچوست       | ایالات متحده آمریکا       |
| ۱۹۶۳ | هندریک هوثاکر   | دانشگاه هاروارد             | هلند                      |
| ۱۹۶۵ | زوی گریلیچس     | دانشگاه شیکاگو              | اسرائیل                   |
| ۱۹۶۷ | گری بکر         | دانشگاه شیکاگو              | ایالات متحده آمریکا       |
| ۱۹۶۹ | مارک نرلو       | دانشگاه ییل                 | ایالات متحده آمریکا       |
| ۱۹۷۱ | دیل یورگنسن     | دانشگاه هاروارد             | ایالات متحده آمریکا       |
| ۱۹۷۳ | فرانکلین فیشر   | مؤسسه فناوری ماساچوست       | ایالات متحده آمریکا       |
| ۱۹۷۵ | دانیل مکفادین   | دانشگاه کالیفرنیا، برکلی    | ایالات متحده آمریکا       |
| ۱۹۷۷ | مارتین فلدشتاین | دانشگاه هاروارد             | ایالات متحده آمریکا       |
| ۱۹۷۹ | جوزف استیگلیتز  | دانشگاه آکسفورد             | ایالات متحده آمریکا       |
| ۱۹۸۱ | مایکل اسپنس     | دانشگاه هاروارد             | ایالات متحده آمریکا       |
| ۱۹۸۳ | جیمز ژوزف هکمن  | دانشگاه شیکاگو              | ایالات متحده آمریکا       |
| ۱۹۸۵ | جری هاسمن       | مؤسسه فناوری ماساچوست       | ایالات متحده آمریکا       |
| ۱۹۸۷ | سانفورد گراسمن  | دانشگاه پرینستون            | ایالات متحده آمریکا       |
| ۱۹۸۹ | دیوید کرپس      | دانشگاه استنفورد            | ایالات متحده آمریکا       |
| ۱۹۹۱ | پل کروگمن       | مؤسسه فناوری ماساچوست       | ایالات متحده آمریکا       |
| ۱۹۹۳ | لارنس سامرز     | گروه بانک جهانی             | ایالات متحده آمریکا       |
| ۱۹۹۵ | دیوید کارد      | دانشگاه پرینستون            | کانادا                    |
| ۱۹۹۷ | کوین مورفی      | دانشگاه شیکاگو              | ایالات متحده آمریکا       |
| ۱۹۹۹ | آندره شلیفر     | دانشگاه هاروارد             | ایالات متحده آمریکا       |
| ۲۰۰۱ | متیو رابین      | دانشگاه کالیفرنیا، برکلی    | ایالات متحده آمریکا       |
| ۲۰۰۳ | استیون لویت     | دانشگاه شیکاگو              | ایالات متحده آمریکا       |
| ۲۰۰۵ | دارون عجم‌اوغلو  | مؤسسه فناوری ماساچوست       | ترکیه ایالات متحده آمریکا |
| ۲۰۰۷ | سوزان آدی       | مؤسسه فناوری ماساچوست       | ایالات متحده آمریکا       |
| ۲۰۰۹ | امانوئل سائز    | دانشگاه کالیفرنیا، برکلی    | فرانسه                    |
| ۲۰۱۰ | استر دوفلو      | مؤسسه فناوری ماساچوست       | فرانسه                    |
| ۲۰۱۱ | جاناتان لوین    | دانشگاه استنفورد            | ایالات متحده آمریکا       |
| ۲۰۱۲ | امی فینکلشتاین  | مؤسسه فناوری ماساچوست       | ایالات متحده آمریکا       |
| ۲۰۱۳ | راج چتی         | دانشگاه هاروارد             | ایالات متحده آمریکا       |
| ۲۰۱۴ | متیو گنتزکوف    | دانشگاه شیکاگو              | ایالات متحده آمریکا       |
| ۲۰۱۵ | رونالد فرایر    | دانشگاه هاروارد             | ایالات متحده آمریکا       |
| ۲۰۱۶ | یولی سانیکوف    | دانشگاه پرینستون            | اوکراین                   |
| ۲۰۱۷ | دیو دونالدسون   | دانشگاه استانفورد           | کانادا                    |
| ۲۰۱۸ | پاراگ پاتاک     | مؤسسه فناوری ماساچوست       | ایالات متحده آمریکا       |
| ۲۰۱۹ | ایمی ناکامورا   | دانشگاه هاروارد             | کانادا                    |
| ۲۰۲۰ | ملیسا دل        | مؤسسه فناوری ماساچوست       | ایالات متحده آمریکا       |
| ۲۰۲۱ | آیزایا اندروز   | مؤسسه فناوری ماساچوست       | ایالات متحده آمریکا       |
| ۲۰۲۲ | اولگ ایتسخوکی   | دانشگاه کالیفرنیا، لس آنجلس | ایالات متحده آمریکا روسیه |